# Ninein
Ninein‏ (Ninein) هوَ بروتين يُشَفر بواسطة جين Ninein في الإنسان.